# Liste von Persönlichkeiten der Stadt Leiden
Die folgende Liste enthält Personen, die in Leiden in der niederländischen Provinz Südholland geboren wurden, chronologisch aufgelistet nach dem Geburtsjahr. Die Liste erhebt keinen Anspruch auf Vollständigkeit.

## In Leiden geborene Persönlichkeiten

### Bis 1600
- Florens V. (1254–1296), Graf von Holland
- Niclas Gerhaert van Leyden (um 1430–1473), Bildhauer
- Cornelis Engelbrechtsen (1468–1533), Maler
- Lucas van Leyden (1494–1533), Maler und Kupferstecher
- Jan van Leiden (1509–1536), Vertreter der Täuferbewegung
- Otto van Veen (1556–1629), flämischer Maler und Zeichner
- Frans van Dusseldorp (1567–1630), römisch-katholischer Prediger und Jurist
- Cornelius Paulinus Swanenburg (1574–1630), Rechtswissenschaftler
- Anna Willemsdochter van der Aar (1576–1656), Unterstützerin der Remonstranten
- Bonaventura Elsevier (1583–1652), Buchhändler und Buchdrucker
- David Bailly (1584–1657), Sohn des Malers Pieter Bailly
- Jacob de Bondt (1592–1631), Arzt
- Jan van Goyen (1596–1656), Vertreter der holländischen Landschaftsmalerei

### 1601 bis 1650
- Justus van Egmont (1602–1674), Maler
- Ezechiel de Decker (um 1603–um 1643), Landvermesser und Herausgeber von Logarithmentafeln
- Rembrandt van Rijn (1606–1669), Künstler des Barock
- Jan Lievens (1607–1674), Maler
- Daniel Colonius der Jüngere (1608–1672), Rechtswissenschaftler
- Wilhelm Schrijver (1608–1661), Patrizier und Politiker
- Reynier van Gherwen (1610/30–1662), Maler
- Jacob van Spreeuwen (1611–1658), Maler
- Willem van de Velde der Ältere (1611–1689), Maler
- Dirk Lievens (um 1612–1650), Maler
- Gerard Dou (1613–1675), Maler
- Frans van Schooten (1615–1660), Mathematiker
- Philips Angel (1618–1664), Maler, Stecher und Kunstschriftsteller
- Nikolaes Heinsius der Ältere (1620–1681), Altphilologe und neulateinischer Lyriker
- Adriaen van Gaesbeeck (1621–1650), Maler
- Adriaan Beeckerts van Thienen (1623–1669), Rechtswissenschaftler
- Petronella de la Court (1624–1707), Kunstsammlerin
- Jan Steen (um 1626–1679), Maler
- Jan Commelin (1629–1692), Pflanzenhändler und Botaniker
- Gabriel Metsu (1629–1667), Maler
- Cornelis de Heem (1631–1695), Maler
- Willem van de Velde der Jüngere (1633–1707), Maler
- Frans van Mieris der Ältere (1635–1681), Porträt-, Historien- und Genremaler
- Johannes van der Aeck (1637–1782), Maler und Weinhändler
- Pieter Cornelisz van Slingelandt (1640–1691), Porträt-, Genre- und Stilllebenmaler
- Jacob Toorenvliet (1640–1719), Maler und Radierer
- Johann Nikolaus Pechlin (1646–1706), deutsch-niederländischer Mediziner und Prinzenerzieher
- Matthys Naiveu (1647–1721), Maler

### 1651 bis 1700

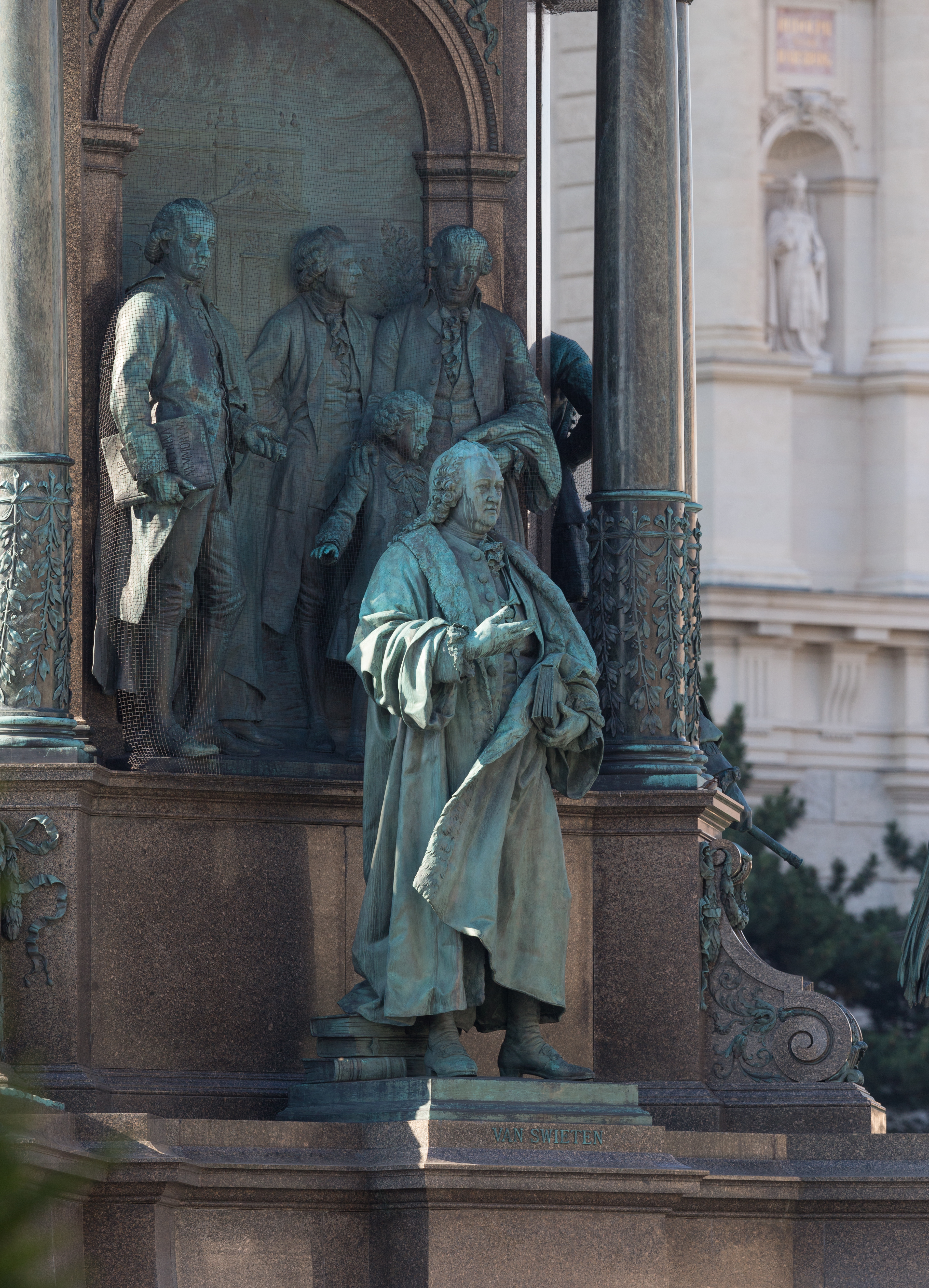
Van Swieten am Maria-Theresien-Denkmal in Wien

- Hendrik van Deventer (1651–1724), Geburtshelfer und Orthopäde
- Isaac van Hoornbeek (1655–1727), Ratspensionär der Staaten von Holland und Westfriesland
- Carel de Moor (1655–1738), Porträtmaler
- Pieter van der Aa (1659–1733), Buchdrucker, Verleger, Buchhändler und Kupferstecher
- Hillebrand van der Aa (1659/60–um 1721), Stecher und Zeichner
- Jan van Mieris (1660–1690), Genre- und Porträtmaler
- Willem van Mieris (1662–1747), Genre-, Historien- und Porträtmaler
- Jan Frederik Gronovius (1686–1762), Botaniker und Förderer von Carl von Linné
- Frans van Mieris der Jüngere (1689–1763), Genre- und Bildnismaler und Radierer
- Pieter van Musschenbroek (1692–1761), Naturwissenschaftler
- Gerard van Swieten (1700–1772), österreichischer Mediziner

### 1701 bis 1800
- Adriaan van Royen (1704–1779), Arzt und Botaniker
- Johannes Oosterdijk Schacht (1704–1792), Mediziner
- Adrian van Steckhoven (um 1705–1782), Gärtner
- Frederik Bernard Albinus (1715–1778), Mediziner
- Peter Camper (1722–1789), Mediziner
- Hendrina Margaretha van Thil (1722–1799), Schauspielerin
- Nikolaus Joseph von Jacquin (1727–1817), österreichischer Botaniker und Chemiker
- David van Royen (1727–1799), Botaniker und Arzt
- Johannes le Francq van Berkhey (1729–1812), Naturforscher, Dichter und Maler
- Laurens Theodor Gronovius (1730–1777), Naturforscher
- Gottfried van Swieten (1733–1803), Diplomat in österreichischen Diensten
- Hendrik Constantijn Cras (1739–1820), Jurist und Bibliothekar
- Johann Luzac (1746–1807), Rechtsanwalt, Journalist und Professor für Griechisch und Geschichte
- Cornelis van der Aa (1749–1815), Buchhändler und Schriftsteller
- Gerardus Vrolik (1775–1859), Mediziner und Botaniker
- John Bake (1787–1864), klassischer Philologe, Literaturwissenschaftler, Hochschullehrer
- Cornelis Richard Anton van Bommel (1790–1852), Bischof von Lüttich
- Jacobus van der Stok (1794–1864), Landschafts- und Vedutenmaler
- Frans Breuhaus de Groot (1796–1875), Maler, Radierer, Zeichner und Lithograf.

### 1801 bis 1850
- Wilhem de Haan (1801–1855), Zoologe
- Oliver Byrne (1810–1880), irischer Mathematiker
- Willem Gerard Brill (1811–1896), Niederlandist, Romanist, Anglist und Historiker
- Johannes Kneppelhout (1814–1885), Schriftsteller
- Reinhart Dozy (1820–1883), Orientalist
- Frans Arnold Breuhaus de Groot (1824–1872), Marinemaler, Radierer und Lithograf
- Jacobus Catharinus Cornelis den Beer Poortugael (1832–1913), Offizier des Königlichen Heeres und Politiker
- Jan van der Hoeven (1834–1900), Mediziner und Chirurg
- Johannes Diderik van der Waals (1837–1923), Physiker
- Pieter van Geer (1841–1919), Mathematiker

### 1851 bis 1900
- Pieter van Romburgh (1855–1945), Chemiker und Hochschulprofessor
- Hugo Krabbe (1857–1936), Staatsrechtler
- Floris Verster (1861–1927), Maler und Lithograph
- Thomas Bastiaan Pleyte (1864–1926), Rechtsanwalt, Politiker und Diplomat
- Johannes Petrus Kuenen (1866–1922), Physiker
- Helena Christina van de Pavord Smits (1867–1941), Malerin und Zeichnerin
- Piet Aalberse (1871–1948), Jurist und Politiker
- Herman H. ter Meer (1871–1934), Dermoplastiker
- Willem Vogelsang (1875–1954), Kunsthistoriker
- Johannes Henricus Zaaijer (1876–1932), Mediziner
- Johannes Esser (1877–1946), Arzt, Schachmeister und Kunstsammler
- Cornelis De Boer (1880–1957), Romanist, Sprachwissenschaftler und Hochschullehrer
- Geertruida de Haas-Lorentz (1885–1973), Physikerin und Hochschullehrerin
- Hans Martin (1886–1964), Wirtschaftsfunktionär und Schriftsteller
- Iman Dozy (1887–1957), Fußballspieler
- Ernest Winar (1894–1978), Schauspieler und Regisseur

### 1901 bis 1950
- Jan de Graaff (1903–1989), US-amerikanischer Gärtner
- Hans van der Laan (1904–1991), Benediktinermönch und Architekt
- Albert J. Rasker (1906–1990), evangelischer Theologe der Niederländisch-reformierten Kirche und Hochschullehrer
- Willem Karel Hendrik Karstens (1908–1989), Botaniker
- Marinus van der Lubbe (1909–1934), mutmaßlicher Brandstifter beim Reichstagsbrand 1933 in Berlin
- Roelof Oberman (1910–1989), Hochschullehrer, Erfinder, Kryptologe und Sachbuchautor
- Willem Kolff (1911–2009), Internist
- Donald Johan Kuenen (1912–1995), Biologe
- Hans de Koster (1914–1992), niederländischer Verteidigungsminister
- Marinus Kok (1916–1999), Erzbischof der Alt-Katholischen Kirche der Niederlande
- Frans Poptie (1918–2010), Jazz- und Unterhaltungsmusiker
- Gunhild Kristensen (1919–2002), Glasmalerin und Textilkünstlerin
- Walter Goddijn (1921–2007), römisch-katholischer Priester, Franziskaner, Religionssoziologe und Professor
- Paul Becker (1923–2004), deutscher Architekt
- Wim Schalks (1923–2017), Fußballschiedsrichter
- Willem Slijkhuis (1923–2003), Mittel- und Langstreckenläufer
- Nina Foch (1924–2008), US-amerikanische Film- und Theaterschauspielerin
- Chris van der Klaauw (1924–2005), Diplomat und Politiker
- Gerda Kraan (* 1933), Leichtathletin
- Nico Crama (* 1935), Filmproduzent
- Charles Corver (1936–2020), Fußballschiedsrichter
- Ben Pon junior (1936–2019), Geschäftsmann
- Mart de Groot (* 1938), Astronom
- Tilly van der Zwaard (1938–2019), Sprinterin und Mittelstreckenläuferin
- Fik Meijer (* 1942), Historiker
- Emile Fallaux (* 1944), Journalist
- Martien Parmentier (1947–2021), alt-katholischer Theologe
- Henk van Woerden (1947–2005), niederländisch-südafrikanischer Schriftsteller und Maler
- Jan Brokken (* 1949), Journalist und Schriftsteller
- Michel Waisvisz (1949–2008), Komponist, Improvisator und Entwickler elektronischer Musikinstrumente
- Magda Berndsen-Jansen (* 1950), Polizeipräsidentin und Politikerin
- Dick Briel (1950–2011), Comiczeichner
- Lidi Remmelzwaal (* 1950), Diplomatin

### 1951 bis 1975
- Els Kloek (* 1952), Historikerin und Schriftstellerin
- Wim Rijsbergen (* 1952), Fußballspieler
- Ewine van Dishoeck (* 1955), Astronomin und Chemikerin
- Eberhard van der Laan (1955–2017), Rechtsanwalt und Politiker
- Marijn Backer (* 1956), Feuilletonist, Lehrer, Dichter und Autor
- Vincent Houben (* 1957), Historiker
- Jan Zaanen (1957–2024), Physiker
- Sandra Le Poole (* 1959), Hockeyspielerin
- John van der Wiel (* 1959), Schachgroßmeister
- Karel Boehlee (* 1960), Jazzmusiker
- Marc Benninga (* 1961), Hockeyspieler
- Ronald Florijn (* 1961), Ruderer
- Klaar van der Lippe (* 1961), Künstlerin, Bildhauerin und Modedesignerin
- Bas Edixhoven (1962–2022), Mathematiker
- Reg Schwager (* 1962), Jazzmusiker
- Alfons Groenendijk (* 1964), Fußballtrainer
- Dirk Jan van Hameren (* 1965), Bahnradsportler
- Frans Kaashoek (* 1965), Informatiker und Professor
- Jeannette Lambert (* 1965), Jazzsängerin
- Laurentien Brinkhorst (* 1966), Ehefrau von Prinz Constantijn von Oranien-Nassau
- Taco van den Honert (* 1966), Hockeyspieler
- Evelyn Wever-Croes (* 1966), Politikerin, Premierministerin von Aruba/Niederländische Antillen
- Mikael Martin (* 1967), Schauspieler und Theaterregisseur
- Kajsa Ollongren (* 1967), Politikerin (D66)
- Glenn Helder (* 1968), Fußballspieler
- Barry Madlener (* 1969), Politiker (PVV)
- Jeroen Piket (* 1969), Schachgroßmeister
- Lodewijk Roembiak (* 1969), Fußballspieler
- Tara Bouman (* 1970), Klarinettistin
- Martijn van Iterson (* 1970), Jazz-Gitarrist
- Meike Akveld (* 1972), Schweizer Mathematikerin und Lehrbuchautorin
- Matthias Luthardt (* 1972), deutscher Filmregisseur
- Ilja Reijngoud (* 1972), Jazzmusiker
- Carolijn Brouwer (* 1973), niederländisch-belgische Seglerin
- Fleur Gräper (* 1974), Politikerin (D66)
- Gerritjan Eggenkamp (* 1975), Ruderer

### 1976 bis 2000
- Armin van Buuren (* 1976), Trance-Disc-Jockey (DJ) und -Produzent
- Barry Opdam (* 1976), Fußballspieler
- Jochem Myjer (* 1977), Comedian
- Tim de Cler (* 1978), Fußballspieler
- Marietje Schaake (* 1978), Politikerin
- Erik van den Doel (* 1979), Schachspieler
- Roos Jonker (* 1980), Jazzsängerin
- Thijs Zonneveld (* 1980), Journalist und Radrennfahrer
- Mike Zonneveld (* 1980), Fußballspieler
- Klaas Veering (* 1981), Hockeyspieler
- Pearl van der Wissel (* 1984), Handballspielerin
- Biurakn Hakhverdian (* 1985), Wasserballspielerin
- Sebastian Langeveld (* 1985), Radrennfahrer
- Jan Smeets (* 1985), Schachspieler
- Iefke van Belkum (* 1986), Hockeyspielerin
- Elsemieke Daalder (* 1987), Rechtshistorikerin
- Laurine van Riessen (* 1987), Eisschnellläuferin
- Chantal de Ridder (* 1989), Fußballspielerin
- Wesley Kreder (* 1990), Radrennfahrer
- Anner Miedema (* 1990), Radsporttrainer
- Randy Wolters (* 1990), Fußballspieler
- Jennifer Onasanya (* 1994), niederländisch-österreichische Bobsportlerin
- Naomi Van Den Broeck (* 1996), belgische Sprinterin
- Rosa Ratsma (* 1996), Schachspielerin
- Koen Bijen (* 1998), Hockeyspieler
- Abdou Harroui (* 1998), Fußballspieler
- Youssef El Kachati (* 1999), marokkanisch-niederländischer Fußballspieler
- Finn Florijn (* 1999), Ruderer

### Ab 2001
- Amina Maatoug (* 2002), Mittelstreckenläuferin
- Diyae Jermoumi (* 2004), niederländisch-marokkanischer Fußballspieler
- Julia Kopecký (* 2004), tschechische Radrennfahrerin